# Driver 76
Driver 76 ist ein Computerspiel für PlayStation Portable, das Anfang Mai 2007 erschien. Es ist das Prequel zu Driver: Parallel Lines und das einzige Spiel, das für die mobile Spielekonsole erschien. Entwickelt wurde es von Sumo Digital. Vertrieben wurde es von Ubisoft.

## Rezeption
Ulrich Steppberger von M! Games gefiel Driver 76. Es sei kein Epos wie Grand Theft Auto dafür aber handlicher imt übersichtlicher Karte und klarem Spielfortschritt. Die Zwischensequenzen als Comic seien Stilsicher und die Optik spiegele die 70er Jahre gut wider. Die Steuerung sei solide. Das Onlinemagazin 4Players lobte den Soundtrack und die stimmungsvolle Präsentation. Die Missionen seien unterschiedlich gestaltet. Es gäbe jedoch auch technische Patzer bei der Steuerung und Nachladepausen. Das Verhalten von Gegner oder Polizei sie unglaubwürdig. Für Gamezone.de sei das Spiel grundsolide. Die Hintergrundgeschichte werde in der Qualität der Vorgänger erzählt. Die Hardware der mobilen Konsole werde ans Limit ausgereizt.